# Transpoziție Claisen
Transpoziția Claisen este o reacție organică de transpoziție, de formare de noi legături carbon-carbon, și a fost descoperită de către Rainer Ludwig Claisen în anul 1912. Încălzirea unui alil-vinil eter va conduce la inițierea unei transpoziții [3,3]-sigmatropice, ceea ce duce la formarea unui compus carbonilic γ,δ-nesaturat.
Reacția a fost primul exemplu de reacție de transpoziție [3,3]-sigmatropică descoperită. Au fost publicate unele revizuiri ale reacției.